# خانه غفوری
خانه غفوری مربوط به دوره قاجار است و در مشهد، خیابان نواب صفوی، کوچه مسجد محمدیه، پلاک ۸۵ واقع شده و این اثر در تاریخ ۱۱ مرداد ۱۳۸۴ با شمارهٔ ثبت ۱۲۳۹۳ به‌عنوان یکی از آثار ملی ایران به ثبت رسیده است.